# Vaccinium vitis-idaea
Il mirtillo rosso (Vaccinium vitis-idaea L., 1753) è una piccola pianta da frutto appartenente alla famiglia delle Ericacee. Per le sue bacche, il mirtillo rosso è catalogato tra i frutti di bosco.
Non va confuso, come spesso accade, con due specie diverse appartenenti al medesimo genere, l'ossicocco americano (Vaccinium macrocarpon) o con la mortella di palude (Vaccinium oxycoccos), entrambi detti cranberry in inglese.

## Descrizione
Il mirtillo rosso è un piccolo arbusto sempreverde che si presenta in forma di cespugli polloniferi semilignei, con fusto perenne e steli striscianti a sviluppo orizzontale (stoloni), lunghi fino a 2-3 metri.
Le foglie sono piccole e ovali, di colore verde brillante nella pagina superiore, più pallido nella pagina inferiore. I getti verticali (5–8 cm) che si sviluppano dalle gemme sugli stoloni, possono essere vegetativi o dare origine al frutto. Nelle aree paludose può dare origine a fitti intrecci di tralci e radici. In altezza non supera i 20–30 cm.
I fiori sono bianco-rosati, a forma di campanula, rivolti verso il suolo. Sono formati da 4 petali ricurvati all'indietro e possono trovarsi singoli o raccolti in piccoli grappoli. Fioriscono nella seconda metà dell'estate.
I frutti sono bacche tonde ed eduli, di circa 0,5–1 cm di diametro; la loro buccia è lucida e dura, di un colore rosso brillante che volge al rosso scuro col procedere della maturazione. La polpa è densa e ricca di semi, di gusto acidulo e astringente per l'elevato contenuto di tannini, che conferiscono al mirtillo rosso proprietà antiossidanti.

## Distribuzione e habitat
L'habitat originario della specie è quello delle foreste circumboreali dell'Eurasia settentrionale e del Nord America, e si estende dall'area temperata fino ai climi subartici.

## Usi
Oltre che nell'industria alimentare, la bacca viene utilizzata nell'industria cosmetica sotto forma di saponi, profumi, creme, ma anche nell'industria farmaceutica, che sfrutta le proprietà antiossidanti e antibatteriche dei suoi componenti.